# Museo Sefardí de Granada

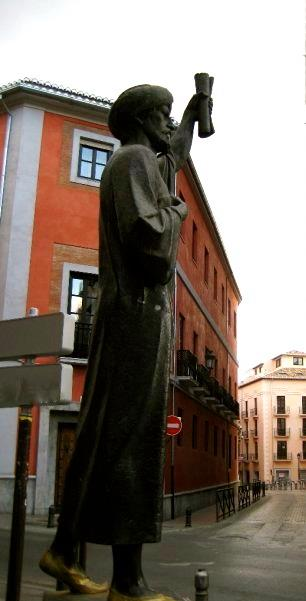
Monumento a Judá ben Saúl ibn Tibbón en donde comenzaba la antigua judería.

El Museo Sefardí de Granada, oficialmente Museo de la Judería, es un pequeño museo de la ciudad de Granada, España, dedicado a la recreación de la cultura, historia, personajes y tradiciones de los judíos sefardíes de la Granada judía. El museo, una iniciativa privada, está instalado en una casa típica del barrio de Realejo, el barrio judío de Granada antes de la expulsión de los judíos de 1492.

## Contexto histórico
La comunidad judía ha tenido presencia en Granada más de quince siglos, durante los cuales, y especialmente durante la edad de oro de los judíos andalusíes, brindó a la ciudad muchos personajes relevantes, entre científicos, literatos, políticos y artesanos, como Samuel Ibn Nagrella, que dotó a la ciudad de un sistema de baños públicos, o Yehudá Ibn Tibon, médico, traductor, visir y poeta granadino.
El barrio del Realejo está situado en el casco antiguo de la ciudad, a los pies de la Alhambra por su cara suroriental. Sus orígenes se remontan al arrabal judío de la Granada musulmana, recibiendo el mismo el nombre «la Granada judía» (Garnata(t) al-Yahud en árabe).

## El museo
El Museo sefardí de Granada abrió sus puertas en 2013, el año en que el Gobierno español resolvió conceder la nacionalidad española a los descendiente de los sefardíes expulsados a raíz del Edicto de Granada, un documento firmado por los Reyes Católicos en la propia ciudad natal de esta comunidad judía (también llamado Decreto de la Alhambra, lugar de su firma).
El museo, iniciativa de la familia Chevalier (en sí descendientes de anusim de la ciudad), cuenta con objetos de uso cotidiano, mapas de la ciudad y una biblioteca de temática sefardí. En su interior se da a conocer las aportaciones a la literatura, ciencia, gastronomía e historia de esta comunidad a la ciudad de Granada, a través de un recorrido en miniatura de sus lugares de culto, el comercio y los oficios en la antigua judería de la ciudad. Destacan en la exhibición una colección de objetos del culto judío, una cocina de cerámica y un patio diseñado al estilo sefardí.
El museo ofrece también excursiones guiadas por el barrio judío de Realejo.